# هومر بورتن ادکینز
هومر بورتن ادکینز (انگلیسی: Homer Burton Adkins؛ زاده ۱۶ ژانویهٔ ۱۸۹۲ درگذشته ۱۰ اوت ۱۹۴۹) یک شیمی‌دان اهل ایالات متحده آمریکا بود.